# Opera Huangmei
L'Opera Huangmei (Huángméixì 黄梅戏) è un genere di opera cinese regionale molto popolare.
Precedentemente noto come Opera Caicha le sue origini risalgono alle canzoni popolari della zona di Huangmei, nella provincia dello Hubei, che venivano cantate durante la raccolta del tè (cǎichā). Durante il regno di Qianlong (1735-1796) della dinastia Qing, una serie di alluvioni e disastri naturali spinsero molti abitanti a migrare nelle vicine province dello  Jiangxi e dell'Anhui. Molti di questi rifugiati vivevano come mendicanti, suonando strumenti musicali e cantando le loro canzoni tradizionali; fra questi, un gruppo di notevole consistenza si spostò ad est, a Huaining, nella zona di Anqing, nell'Anhui.
Da principio, le opere Huangmei erano drammi con due o tre personaggi, ma nel corso del XVIII secolo, sotto l'influenza dello stile Qingyang e Hui, si svilupparono in una forma complessa di spettacolo teatrale, che comprendeva canto, danza e recitazione. Agli inizi del XX secolo, Anqing (allora capitale della provincia di Anhui) divenne il centro dell'Opera Huangmei. Dapprima genere di spettacolo rurale recitato da contadini e artigiani in occasione di feste stagionali, l'opera Huangmei raggiunse le città ad opera di compagnie professioniste. Nel 1953 fu fondata la Compagnia provinciale Anhui dell'Opera Huangmei di Hefei, dal 1988 denominata Anhui Huangmei Opera Theatre.  
Dopo il declino degli anni novanta, l'Opera Huangmei ha ridestato interesse grazie ad un repertorio rinnovato, che ha avuto anche successi all'estero.
La musica dell'Opera Huangmei è il principale motivo di attrazione per il pubblico. Esistono 104 motivi usati nelle opere, che provengono da canzoni popolari, canti della raccolta del tè ed altre fonti folkloristiche. A questi, si aggiungono le arie cantate dai personaggi. È un genere musicale leggero e lirico, che fa uso di un linguaggio semplice e spesso del dialetto, soprattutto di Huangmei e di Anqing, un misto di elementi settentrionali e meridionali facile da imitare per chi non è nativo della zona. I dialoghi sono vivaci, in parte recitati e in parte cantati.

## Repertorio
Le più note opere del repertorio Huangmei sono:
Niúláng Zhīnǚ 牛郎织女
Niúláng and Zhīnǚ sono due stelle del cielo discese in terra, e sono divenute amanti. Zhīnǚ ha un figlio e una figlia, ma quando la Regina del Cielo è informata della nascita, manda i suoi generali per riportare Zhīnǚ in cielo. I due amanti vengono separati da un fiume celeste, e potranno incontrarsi solo una volta l'anno, il settimo giorno del settimo mese, giorno che tradizionalmente, nella cultura cinese, è dedicato all'amore. 
La romantica leggenda di Niúláng and Zhīnǚ è antica di due millenni, la sua esistenza è documentata già all'epoca della dinastia Jin (256-420 d.C.)
Tiān xiān pèi  天仙配
L'Imperatore dei Cieli ha sette figlie, la più giovane delle quali, la Settima Fata, si avventura coraggiosamente nel mondo in cerca di un uomo di sua scelta da amare. Contro la volontà di suo padre, sposa Dong Yong, un giovane onesto e gentile ma povero. Il padre di Dong muore, e per poter pagare le spese del funerale, il giovane è costretto a tre anni di servitù dal padrone Fu. La Fata ottiene che i tre anni di servitù imposti a Dong Yong dal crudele padrone siano ridotti a cento giorni, ma proprio quando, finalmente liberi, si apprestano a metter su casa, l'Imperatore Cieli fa riportare la figlia in cielo, separandola dal suo amato.
Mǔlǎohǔ Shàng Jiào 母老虎上轿
Qian Fu, un cameriere dell'osteria Shilixiang, manipola astutamente il suo padrone allo scopo di sposarne la figlia. Riesce a convincerlo a licenziare Sun Chengpu, un cameriere onesto. Il padrone si lascia ingannare da Qian finché non è costretto a pagare i suoi debiti. Alla fine, si rende conto della sua disonestà e fa sposare sua figlia con Sun Chengpu.
Nǚfùmǎ  女驸马
Huizhou Nu